# Ервин (Пенсилванија)
Ервин (енгл. Irwin) град је у америчкој савезној држави Пенсилванија.

## Демографија
По попису из 2010. године број становника је 3.973, што је 393 (-9,0%) становника мање него 2000. године.
| Група             | 2000.         | 2010.         |
| Белци             | 4.199 (96,2%) | 3.815 (96,0%) |
| Афроамериканци    | 44 (1,0%)     | 47 (1,2%)     |
| Азијати           | 52 (1,2%)     | 35 (0,9%)     |
| Хиспаноамериканци | 29 (0,7%)     | 38 (1,0%)     |
| Укупно            | 4.366         | 3.973         |